# Eleição municipal de Araruama em 2016
A eleição municipal de Araruama em 2016 foi realizada para eleger um prefeito, um vice-prefeito e 17 vereadores no município de Araruama, no estado brasileiro de Rio de Janeiro. Foram eleitos ) e  para os cargos de prefeito(a) e vice-prefeito(a), respectivamente.
Seguindo a Constituição, os candidatos são eleitos para um mandato de quatro anos a se iniciar em 1º de janeiro de 2017. A decisão para os cargos da administração municipal, segundo o Tribunal Superior Eleitoral, contou com 92 990 eleitores aptos e 20 229 abstenções, de forma que 21.75% do eleitorado não compareceu às urnas naquele turno.

## Resultados

### Eleição municipal de Araruama em 2016 para Prefeito
A eleição para prefeito contou com 5 candidatos em 2016: Miguel Alves Jeovani do Movimento Democrático Brasileiro (1980), André Luiz Mônica e Silva do Partido Socialista Brasileiro, Anderson Siqueira Moura do Progressistas, Lívia Soares Bello da Silva do Partido Democrático Trabalhista, Osvaldo Norberto Gonçalves Filho do Partido Verde (Brasil) que obtiveram, respectivamente, 12 131, 13 210, 4 936, 34 253, 580 votos. O Tribunal Superior Eleitoral também contabilizou 21.75% de abstenções nesse turno. 
| Candidato(a)                          | Vice                                   | Coligação                     | Votos recebidos | Percentual |
| ------------------------------------- | -------------------------------------- | ----------------------------- | --------------- | ---------- |
| Lívia Soares Bello da Silva (PDT)     | Marcelo Amaral Carneiro                | O Renascer de Araruama        | 34253           | 52.61%     |
| André Luiz Mônica e Silva (PSB)       | José Domingues Eurico                  | Araruama Levada a Sério       | 13210           | 20.29%     |
| Miguel Alves Jeovani (MDB)            | Maria Nazare Mendonça de Souza Marinho | Araruama Cada Vez Mais Forte  | 12131           | 18.63%     |
| Anderson Siqueira Moura (PP)          | Washington Luis Chagas Junior          | Araruama Livre                | 4936            | 7.58%      |
| Osvaldo Norberto Gonçalves Filho (PV) | Alcione Lôbo Ribeiro                   | Partido Verde (sem coligação) | 580             | 0.89%      |

### Eleição municipal de Araruama em 2016 para Vereador
Na decisão para o cargo de vereador na eleição municipal de 2016, foram eleitos 17 vereadores com um total de 67 560 votos válidos. O Tribunal Superior Eleitoral contabilizou 1 831 votos em branco e 3 370 votos nulos. De um total de 92 990 eleitores aptos, 20 229 (21.75%) não compareceram às urnas .
| Nome                                       | Partido político                               | Coligação                         | Votos recebidos | Percentual |
| ------------------------------------------ | ---------------------------------------------- | --------------------------------- | --------------- | ---------- |
| Walmir de Oliveira Belchior                | Movimento Democrático Brasileiro (MDB)         | Força Para Trabalhar por Araruama | 3335            | 4.94%      |
| Maria da Penha Bernardes                   | Movimento Democrático Brasileiro (MDB)         | Força Para Trabalhar por Araruama | 1963            | 2.91%      |
| Ciraldo Fernandes da Silva                 | Democratas (DEM)                               | Força Para Trabalhar por Araruama | 1904            | 2.82%      |
| Carlos Alberto Siqueira da Silva           | Partido Popular Socialista (PPS)               | Unidos pela Mudança               | 1769            | 2.62%      |
| Claudio Norberto Gonçalves                 | Partido Trabalhista Brasileiro (PTB)           | Unidos pela Mudança               | 1573            | 2.33%      |
| Rone Rossy da Silveira Abreu               | Avante (AVANTE)                                | Coragem Para Mudar                | 1436            | 2.13%      |
| Helenio Felizardo Bastos                   | Partido Trabalhista Brasileiro (PTB)           | Unidos por Araruama               | 1290            | 1.91%      |
| Julio Cesar dos Santos Coutinho            | Partido Social Democrático (PSD)               | Araruama no Rumo Certo            | 1263            | 1.87%      |
| Marcio Ricardo de Oliveira Silva           | Movimento Democrático Brasileiro (MDB)         | Força Para Trabalhar por Araruama | 1225            | 1.81%      |
| Jose Antonio Barroso Oliveira Batista      | Partido da Social Democracia Brasileira (PSDB) | Araruama da Gente                 | 1218            | 1.8%       |
| Jose Magno Martins                         | Partido Socialista Brasileiro (PSB)            | Araruama Que a Gente Quer         | 1205            | 1.78%      |
| Aridio Martins Vieira Filho                | Partido Social Democrático (PSD)               | Araruama no Rumo Certo            | 1184            | 1.75%      |
| Paulo Roberto Corrêa Junior                | Partido Social Liberal (PSL)                   | Coragem Para Mudar                | 995             | 1.47%      |
| Gabriel Vargas Santos                      | Partido Democrático Trabalhista (PDT)          | Coragem Para Mudar                | 985             | 1.46%      |
| Nelson Luiz Siqueira Barbosa               | Partido da Mobilização Nacional (PMN)          | Araruama Que a Gente Quer         | 913             | 1.35%      |
| José Rodolfo Silva de Siqueira de Oliveira | Democracia Cristã (DC)                         | Construindo a Mudança             | 881             | 1.3%       |
| Valeria Cristina Tavares do Amaral         | Progressistas (PP)                             | Araruama Livre                    | 738             | 1.09%      |